# Quảng Tâm (xã)
Quảng Tâm là một xã thuộc huyện Tuy Đức, tỉnh Đắk Nông, Việt Nam.

## Địa lý
Xã Quảng Tâm nằm ở trung tâm huyện Tuy Đức, có vị trí địa lý:
- Phía đông giáp các xã Đắk Buk So và Đắk R'Tih
- Phía tây giáp xã Quảng Trực
- Phía nam giáp các xã Đắk R'Tih và Đắk Ngo
- Phía bắc giáp xã Đắk Buk So.

Xã có diện tích 69,95 km², dân số năm 2006 là 3.028 người, mật độ dân số đạt 43 người/km².

## Hành chính
Xã Quảng Tâm có 5 thôn, bon được chia thành 4 thôn: 1, 2, 4, 5 và bon Bu N'Đơr B.

## Lịch sử
Xã Quảng Tâm được thành lập vào ngày 22 tháng 11 năm 2006 trên cơ sở 3.088 ha diện tích tự nhiên, 680 người của xã Đắk R'Tih; 3.907 ha diện tích tự nhiên, 2.348 người của xã Đắk Buk So và được chuyển từ huyện Đắk R'lấp về huyện Tuy Đức mới thành lập.
Sau khi thành lập, xã Quảng Tâm có 6.995 ha diện tích tự nhiên và 3.028 người.
Ngày 30 tháng 9 năm 2019, Hội đồng Nhân dân tỉnh Đắk Nông ban hành Nghị quyết 24/NQ-HĐND về việc sáp nhập thôn 3 vào thôn 2.